# Diócesis de Uvira
La diócesis de Uvira (en latín: Dioecesis Uviraensis y en francés: Diocèse de Uvira) es una circunscripción eclesiástica de la Iglesia católica en la República Democrática del Congo. Se trata de una diócesis latina, sufragánea de la arquidiócesis de Bukavu. Desde el 15 de octubre de 2013 su obispo es Sébastien Muyengo Mulombe.

## Territorio y organización
La diócesis tiene 36 795 km² y extiende su jurisdicción sobre los fieles católicos de rito latino residentes en los territorios de Uvira, Fizi y Mwenga y parte del de Walungu en la provincia de Kivu del Sur y parte del territorio de Kabambare (al este del río Luama) en la provincia de Maniema.
La sede de la diócesis se encuentra en la ciudad de Uvira, en donde se halla la Catedral de San Pablo.
En 2020 en la diócesis existían 28 parroquias.

## Historia
La diócesis fue erigida el 16 de abril de 1962 con la bula Sollemnis Dei del papa Juan XXIII, obteniendo el territorio de la arquidiócesis de Bukavu y de la diócesis de Kasongo.

## Estadísticas
Según el Anuario Pontificio 2021 la diócesis tenía a fines de 2020 un total de 749 230 fieles bautizados.
| Año                                                                             | Población            | Población | Población      | Sacerdotes | Sacerdotes    | Sacerdotes    | Bautizados por sacerdote | Diáconos permanentes | Religiosos | Religiosos | Parroquias |
| Año                                                                             | Bautizados católicos | Total     | % de católicos | Total      | Clero secular | Clero regular | Bautizados por sacerdote | Diáconos permanentes | Varones    | Mujeres    | Parroquias |
| ------------------------------------------------------------------------------- | -------------------- | --------- | -------------- | ---------- | ------------- | ------------- | ------------------------ | -------------------- | ---------- | ---------- | ---------- |
| 1969                                                                            | 48 500               | 400 000   | 12.1           | 30         | 3             | 27            | 1616                     |                      | 33         | 18         | 8          |
| 1980                                                                            | 102 071              | 478 000   | 21.4           | 39         | 7             | 32            | 2617                     |                      | 38         | 47         | 13         |
| 1990                                                                            | 179 831              | 710 509   | 25.3           | 48         | 26            | 22            | 3746                     |                      | 25         | 77         | 14         |
| 1995                                                                            | 254 603              | 993 252   | 25.6           | 67         | 50            | 17            | 3800                     |                      | 18         | 76         | 15         |
| 2001                                                                            | 221 471              | 374 852   | 59.1           | 35         | 26            | 9             | 6327                     |                      | 10         | 21         | 17         |
| 2002                                                                            | 225 045              | 518 682   | 43.4           | 36         | 26            | 10            | 6251                     |                      | 11         | 19         | 17         |
| 2003                                                                            | 350 000              | 1 100 000 | 31.8           | 35         | 24            | 11            | 10 000                   |                      | 13         | 19         | 18         |
| 2004                                                                            | 354 907              | 1 105 000 | 32.1           | 47         | 35            | 12            | 7551                     |                      | 15         | 21         | 18         |
| 2010                                                                            | 356 000              | 1 224 000 | 29.1           | 75         | 61            | 14            | 4746                     |                      | 18         | 26         | 18         |
| 2014                                                                            | 486 921              | 1 503 800 | 32.4           | 63         | 50            | 13            | 7728                     |                      | 17         | 63         | 18         |
| 2017                                                                            | 683 089              | 1 711 000 | 39.9           | 68         | 58            | 10            | 10 045                   |                      | 14         | 39         | 27         |
| 2020                                                                            | 749 230              | 1 880 510 | 39.8           | 77         | 65            | 12            | 9730                     |                      | 18         | 48         | 28         |
| Fuente: Catholic-Hierarchy, que a su vez toma los datos del Anuario Pontificio. |                      |           |                |            |               |               |                          |                      |            |            |            |

## Episcopologio
- Danilo Catarzi, S.X. † (16 de abril de 1962-26 de marzo de 1981 renunció)
- Léonard Dhejju † (26 de marzo de 1981-2 de julio de 1984 nombrado obispo de Bunia)
- Jérôme Gapangwa Nteziryayo (1 de julio de 1985-10 de junio de 2002 renunció)
- Jean-Pierre Tafunga, S.D.B. † (10 de junio de 2002-31 de julio de 2008 nombrado arzobispo coadjutor de Lubumbashi)
  - Sede vacante (2008-2013)
- Sébastien Muyengo Mulombe, desde el 15 de octubre de 2013